# Le Origini Di Adriano Celentano. Vol.2
«Le Origini Di Adriano Celentano» (укр. «Витоки Адріано Челентано») — збірник пісень італійського співака та кіноактора Адріано Челентано, випущений у 1999 році під лейблом «Clan Celentano».

## Про збірник
До збірника увійшли пісні з репертуару Адріано Челентано 1960-х, 1970-х і 1980-х років. Збірник випускався на CD і касетах. Збірник став продовженням випущеної у 1997 році антології під аналогічною назвою «Le Origini Di Adriano Celentano».

## Трек-лист
| #     | Назва                                                              | Автор слів                      | Автор музики                            | Тривалість |
| ----- | ------------------------------------------------------------------ | ------------------------------- | --------------------------------------- | ---------- |
| 1.    | «Una carezza in un pugno» (Azzurro/Una carezza in un pugno, 1968)  | Лучано Беретта, Мікі Дель Прете | Джино Сантерколе, Нандо Де Лука         | 2:57       |
| 2.    | «Grazie, prego, scusi» (Non mi dir, 1965)                          | Мікі Дель Прете, Могол          | Піно Массара                            | 2:03       |
| 3.    | «E voi ballate» (Il ragazzo della via Gluck, 1966)                 | Мікі Дель Прете, Ніса           | Нелло Чангеротті                        | 2:56       |
| 4.    | «Eravamo in 100.000» (Azzurro/Una carezza in un pugno, 1968)       | Лучано Беретта, Мікі Дель Прете | Адріано Челентано, Детто Маріано        | 2:26       |
| 5.    | «Un bimbo sul leone» (Azzurro/Una carezza in un pugno, 1968)       | Лучано Беретта, Мікі Дель Прете | Джино Сантерколе, Нандо Де Лука         | 3:37       |
| 6.    | «Sono un fallito» (I miei americani, 1984)                         | Мікі Дель Прете, Дон Бакі       | Харлан Говард                           | 3:21       |
| 7.    | «Questo vecchio pazzo mondo» (I miei americani, 1984)              | Лучано Беретта, Могол           | Філіп Гарі Слоан, Стівен Баррі Ліпкін   | 4:00       |
| 8.    | «Chi non lavora non fa l'amore» (в альбоми не увійшла)             | Лучано Беретта, Мікі Дель Прете | Адріано Челентано, Нандо Де Лука        | 3:02       |
| 9.    | «Viola» (в альбоми не увійшла)                                     | Лучано Беретта, Мікі Дель Прете | Нандо Де Лука                           | 3:47       |
| 10.   | «Sotto le lenzuola» (Er Piu' (Storia D'Amore E Di Coltello), 1971) | Лучано Беретта, Мікі Дель Прете | Адріано Челентано, Алессандро Челентано | 4:20       |
| 11.   | «Storia d'amore» (Le robe che ha detto Adriano, 1969)              | Лучано Беретта, Мікі Дель Прете | Адріано Челентано, Нандо Де Лука        | 4:55       |
| 12.   | «Chi ce l'ha con me» (Non mi dir, 1965)                            | Мікі Дель Прете, Могол          | Піно Массара                            | 3:18       |
| 13.   | «Non mi dir» (Non mi dir, 1965)                                    | Мікі Дель Прете, Клаудіо Адорні | Андре Табет, Алекс Олстон               | 2:14       |
| 14.   | «Susanna» (I miei americani, 1984)                                 | Серджо Капуто, Мікі Дель Прете  | Каролін Богман                          | 4:47       |
| 15.   | «Torno sui miei passi» (Azzurro/Una carezza in un pugno, 1968)     | Лучано Беретта, Мікі Дель Прете | Детто Маріано                           | 3:15       |
| 16.   | «La storia di Serafino» (Le robe che ha detto Adriano, 1969)       | Лучано Беретта, Мікі Дель Прете | Адріано Челентано, Карло Рустікеллі     | 3:55       |
| 17.   | «Un albero di trenta piani» (I mali del secolo, 1972)              | Адріано Челентано               | Адріано Челентано                       | 4:05       |
| 18.   | «Il forestiero» (Il forestiero, 1970)                              | Лучано Беретта, Мікі Дель Прете | Джино Сантерколе, Нандо Де Лука         | 3:37       |
| 19.   | «L'angelo custode» (Azzurro/Una carezza in un pugno, 1968)         | П'єро Вівареллі                 | Адріано Челентано                       | 2:04       |
| 64:39 |                                                                    |                                 |                                         |            |

## Видання
| Назва                                            | Лейбл              | Маркування               | Країна | Рік  |
| ------------------------------------------------ | ------------------ | ------------------------ | ------ | ---- |
| Le Origini Di Adriano Celentano. Vol.2 (CD)      | Clan Celentano, S4 | CLN 496155 2, 4961552000 | Європа | 1999 |
| Le Origini Di Adriano Celentano. Volume 2 (Cass) | Clan Celentano, S4 | CLN 496155 4, 4961554000 | Європа | 1999 |